# Smilavitchy
Smilavitchy (en biélorusse : Смілавічы, en alphabet łacinka : Śmiłavičy) ou Smilovitchi (en russe : Смило́вичи) est une commune urbaine de la voblast de Minsk, en Biélorussie. Sa population s'élevait à 5 386 habitants en 2017.

## Géographie
Smilavitchy se trouve sur le bord de la rivière Volma, à 35 km au sud-est du centre de Minsk.

## Nom
Dans la tradition juive, elle est connue comme Smilovitz (en yiddish, nom historique et d'usage lorsque le village était un shtetl inclus dans l'Empire russe).

## Histoire
La première mention de la localité date de 1483, en tant que ville fortifiée du grand-duché de Lituanie, province de Minsk. Tout le long des XVe et XVIe siècles elle est habitée par les Tatars et porte le nom de Baskt (Бакшты)[réf. nécessaire]. En 1793, à la suite de la deuxième partition de la Pologne, elle est intégrée à l'Empire russe. Pendant la Seconde Guerre mondiale, Smilavitchy est occupée par les forces de l'Allemagne nazie du 29 juin 1941 au 3 juillet 1944, jour de sa libération par le 68e régiment d'infanterie motorisée de l'Armée rouge.

## Population
Recensements (*) ou estimations de la population :
| 1897* | 1926* | 1970* | 1979* | 1989* | 1999* | 2009* |
| ----- | ----- | ----- | ----- | ----- | ----- | ----- |
| 3 003 | 3 173 | 4 716 | 5 042 | 4 909 | 4 900 | 4 654 |

| 2011  | 2012  | 2013  | 2014  | 2015  | 2016  | 2017  |
| ----- | ----- | ----- | ----- | ----- | ----- | ----- |
| 4 701 | 4 729 | 4 783 | 4 909 | 5 079 | 5 212 | 5 386 |

## Personnalités
- Chaïm Soutine (1893-1943), peintre émigré en France avant la Première Guerre mondiale et rattaché à l'École de Paris, voire à l'expressionnisme.
- Stanisław Moniuszko (1819-1872), compositeur et chef d'orchestre.
- Schraga-Faibich Zarfin (1899-1975), peintre émigré en France en 1924